# Encyclopaedia of Mathematics

Screenshot der aktuellen Website nach 2011

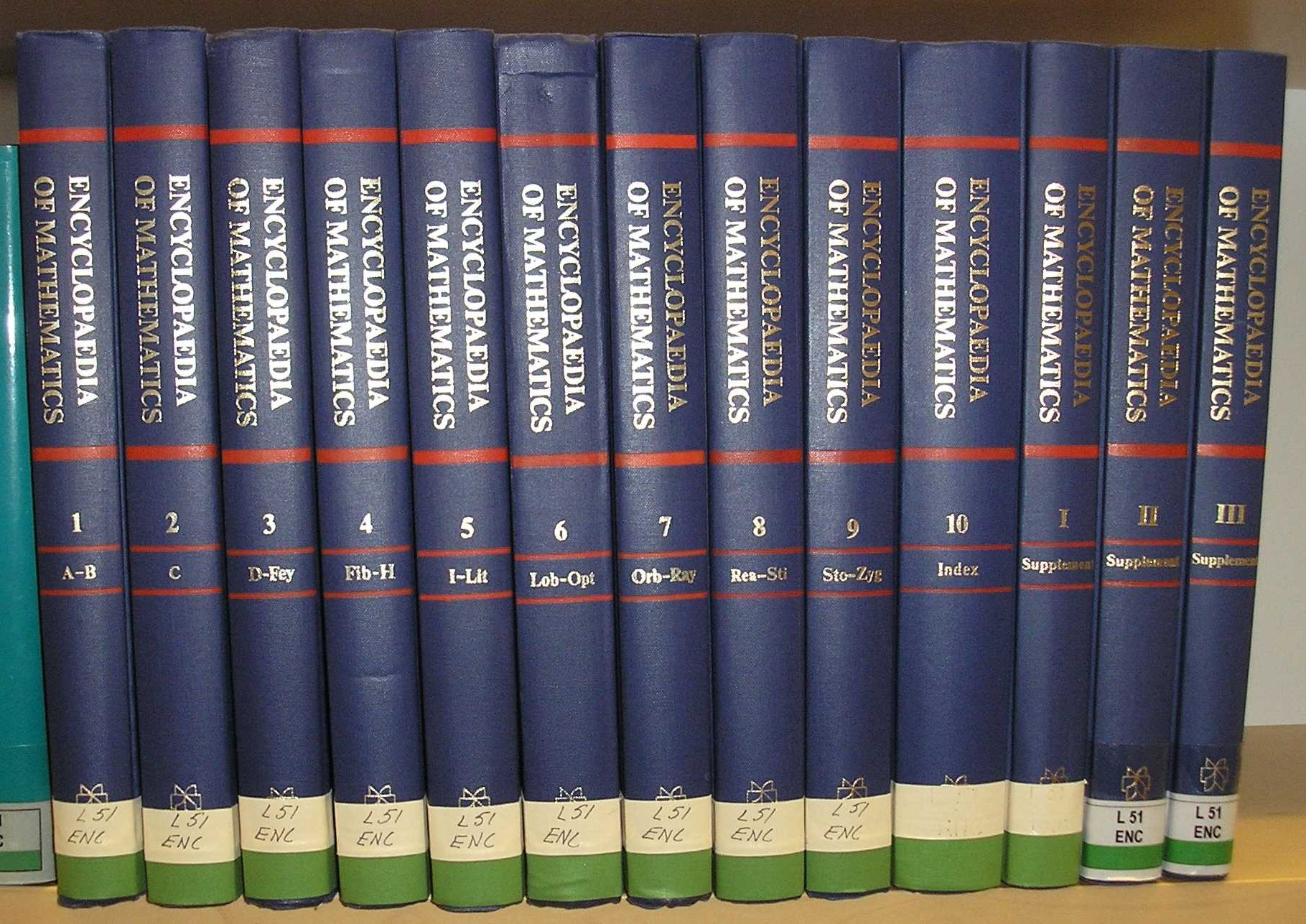
Buchausgabe in einer Uni-Bibliothek

Die Encyclop(a)edia of Mathematics ist ein vom Springer-Verlag verlegtes mathematisches Lexikon, dessen Herausgeber von 1987 bis 2002 Michiel Hazewinkel war.
Es umfasst über 8.000 Artikel und 50.000 Begriffe (Stand 2002) und ist erhältlich in Form einer 13-bändigen Buchausgabe (inklusive dreier Ergänzungsbände und eines Index-Bandes), einer CD-ROM und einer frei zugänglichen Website. Die Encyclopaedia of Mathematics basiert ursprünglich auf einer Übersetzung des von Iwan Matwejewitsch Winogradow 1977 in der Sowjetunion herausgegebenen russischsprachigen Lexikons Matematitscheskaja Enziklopedija ins Englische, ist aber seitdem erheblich erweitert und aktualisiert worden. Die erste 10-bändige Printausgabe erschien 1987–1994 zunächst bei Kluwer Academic Publishing, das auch die drei Ergänzungsbände 1997, 2000 und 2002 publizierte. 2003 wurde Kluwer Academic Publishing dann von Springer übernommen.
Bis zum 29. November 2011 stellte Springer die Online-Version der Enzyklopädieausgabe von 2002 unter der URL http://eom.springer.de/ frei zur Verfügung. Seitdem  wurde sie in ein von Springer und der European Mathematical Society gemeinsam betriebenes Mathematik-Wiki gleichen Namens integriert. Dieses baut auf den Inhalten der Ausgabe von 2002 auf und wird nun nach dem Wiki-Prinzip aktualisiert und ausgebaut. Erweiterungen und neu angelegte Artikel stehen dabei unter der Creative Commons Attribution Share-Alike License, während das Copyright der alten Texte bei Springer verbleibt. Eine aus internationalen Mathematikern zusammengesetzte Redaktion mit Ulf Rehmann als Chefredakteur überprüft im Auftrag der European Mathematical Society die Korrektheit der zukünftigen Veränderungen und besitzt das letzte Wort bei allen editorischen Entscheidungen. Diese neue Version der Enzyklopädie ist nun unter der URL https://encyclopediaofmath.org/ zu erreichen.